# Tom Papa
Thomas Papa Jr. (nacido el 10 de noviembre de 1968) es un comediante, actor y presentador de radio estadounidense. Presenta el programa de radio satelital Sirius XM Come to Papa y, en julio de 2019, él y Fortune Feimster comenzaron a presentar el programa de Sirius XM What a Joke with Papa and Fortune. Papa presentó el programa Baked en Food Network y fue el escritor principal e intérprete del programa de variedades de radio Live from Here, presentado por Chris Thile, ⁣ donde presentó el segmento "Out In America".

## Biografía
Papa nació en Passaic, Nueva Jersey, y creció en Park Ridge, Nueva Jersey, y más tarde en Woodcliff Lake, Nueva Jersey, donde se graduó de Pascack Hills High School en 1986. Es un graduado de Rider College. Tiene dos hijas y una hermana que trabaja en la organización sin fines de lucro City Green. Se sabe que Tom jugó al fútbol y atletismo cuando era más joven.

## Carrera profesional

### Stand-up comedy
Comenzó en la ciudad de Nueva York en 1993 haciendo micrófonos abiertos y presentando en el club de comedia Stand Up New York. Realizó una gira con Jerry Seinfeld tras conocerlo en el Comedy Cellar de Nueva York. En 2005 lanzó su álbum de comedia debut Calm, Cool, & Collected. Su exitoso espectáculo individual Only Human se estrenó en el Festival de Comedia Just for Laughs de Montreal.
Ha grabado cinco especiales de stand-up. Live in New York City y Freaked Out fueron dirigidos por Rob Zombie. Su cuarto especial, Human Mule, se emitió en diciembre de 2016. Todos sus especiales se transmiten en Hulu, Amazon y Netflix. Papa ha aparecido varias veces en The Tonight Show con Jay Leno, Late Show with David Letterman y The Joe Rogan Experience.
La frase recurrente de Tom es "¿Alguna vez?. . ? ¡Yo tengo!".

### Radio
Papa presenta el programa de radio satelital Sirius XM, Come to Papa, y otros comediantes ocasionalmente sirven como presentadores invitados. En julio de 2019, Papa y Fortune Feimster comenzaron a presentar What a Joke with Papa and Fortune, entrevistando a comediantes y otras celebridades, la primera programación en vivo en la estación de Sirius XM Netflix is a Joke.
Papa escribe y presenta el Come to Papa Live mensual, una versión de una obra de radio clásica combinada con standup, música y sketches. Come to Papa Live se organiza alternativamente entre The Village Underground en Nueva York y Largo en Los Ángeles. Entre los invitados de Come to Papa Live se encuentran Matt Damon, Sarah Silverman, Joel McHale, Andy Richter y Jim Gaffigan. Tom apareció por primera vez como panelista en Wait, Wait de NPR. . . No me digas el 30 de junio de 2018. Apareció como invitado en The Official Podcast en YouTube el 30 de agosto de 2018. Después de que Chris Thile se hiciera cargo de A Prairie Home Companion de Garrison Keillor, Papa fue un colaborador clave del programa, ahora rebautizado Live From Here, que incluía el segmento regular "Out in America with Tom Papa". Trabajó detrás de las cámaras como escritor principal.

### TV y cine
Papa tuvo un papel recurrente como Luff en la serie de HBO y Cinemax The Knick , protagonizada por Clive Owen. Apareció en la película Top Five de Chris Rock e interpretó a Ray Arnett junto a Michael Douglas y Matt Damon en Behind the Candelabra, que se emitió por HBO el 26 de mayo de 2013. Esa fue su segunda película con el director Steven Soderbergh.
Papa interpretó al lado de Matt Damon en la película de Steven Soderbergh de 2009 The Informant!. También interpretó al personaje principal de El Superbeasto y actuó junto a Paul Giamatti en la película animada de Rob Zombie The Haunted World of El Superbeasto. Se interpretó a sí mismo en Comedian y prestó su voz para la película animada Bee Movie.
Las otras apariciones de Papa en televisión incluyen Inside Amy Schumer, The Jim Gaffigan Show, un papel recurrente en The New Adventures of Old Christine, presentando el programa de FOX Boom! que se emitió en el verano de 2015, VH1 's Amo los años 70, Amo los años 80, y Amo los años 90 la serie, National Geographic Channel versión 's estadounidense de la demostración de juego británica  Duck Quacks Don't Echo.
En 2020, Papa apareció en un especial de comedia de una hora para Netflix titulado You're Doing Great! y publicó un libro con el mismo nombre.

## Filmografía

### Película
- Analyze That (2002)
- Comedian (2002)
- The Life Coach (2005)
- Bee Movie (2007)
- The Haunted World of El Superbeasto (2009) (también guionista)
- The Informant! (2009)
- Behind the Candelabra (2013)
- Top Five (2015)
- 3 from Hell (2019)
- Paper Spiders (2021)

### Televisión
- Comedy Central Presents (2001 and 2007)
- Tough Crowd with Colin Quinn (2002)
- Come to Papa (4 episodes, 2004)
- The New Adventures of Old Christine (2 episodios, 2008)
- The Marriage Ref (2010)
- The Tonight Show with Jay Leno
- The Nightly Show with Larry Wilmore
- Late Night with David Letterman
- Late Night with Conan O'Brien
- Jimmy Kimmel Live!
- Behind the Candelabra (2013)
- Duck Quacks Don't Echo (2014)
- Human Mule (EPIX special) (2016)
- Tosh 2.0 (2016)
- Inside Amy Schumer (2015)
- The Jim Gaffigan Show (2015)
- The Knick (US TV series) (2014–)
- Boom! (2015)
- The Late Show with Stephen Colbert (2016)
- Baked with Tom Papa (2018–)
- You're doing great! (Netflix special) (2020)

### Podcasts
- Breaking Bread with Tom Papa (2020-)
- <i id="mw8g">Come To Papa</i> (2013–2020)
- The Official Podcast (2018)

## Especiales
- Calm, Cool, & Collected (BSeenMedia, 2005)
- Tom Papa: Live in New York City (Comedy Central Records, 2012)
- Freaked Out (2013)
- Human Mule (2016)
- You're doing Great! (2020)